# Porto Rico (Paraná)
Porto Rico è un comune del Brasile nello Stato del Paraná, parte della mesoregione del Noroeste Paranaense e della microregione di Paranavaí. Si trova 597 km a ovest della capitale dello Stato Curitiba.